# Somalische spreeuw
De Somalische spreeuw (Onychognathus blythii) is een vogelsoort uit de familie Sturnidae.

## Kenmerken
De vogel is donkerblauw/zwart van kleur met bruin in zijn staart.

## Verspreiding en leefgebied
Deze sort komt voor in Djibouti, Eritrea, Ethiopië, Somalië en Jemen.